# Pentacentrus formosanus
Pentacentrus formosanus är en insektsart som beskrevs av Heinrich Hugo Karny 1915. Pentacentrus formosanus ingår i släktet Pentacentrus och familjen syrsor. Inga underarter finns listade i Catalogue of Life.